# Lasionycta sajanensis
Lasionycta sajanensis är en fjärilsart som beskrevs av Vladimir S. Kononenko 1986. Lasionycta sajanensis ingår i släktet Lasionycta och familjen nattflyn. Inga underarter finns listade i Catalogue of Life.